# Forza Nuova

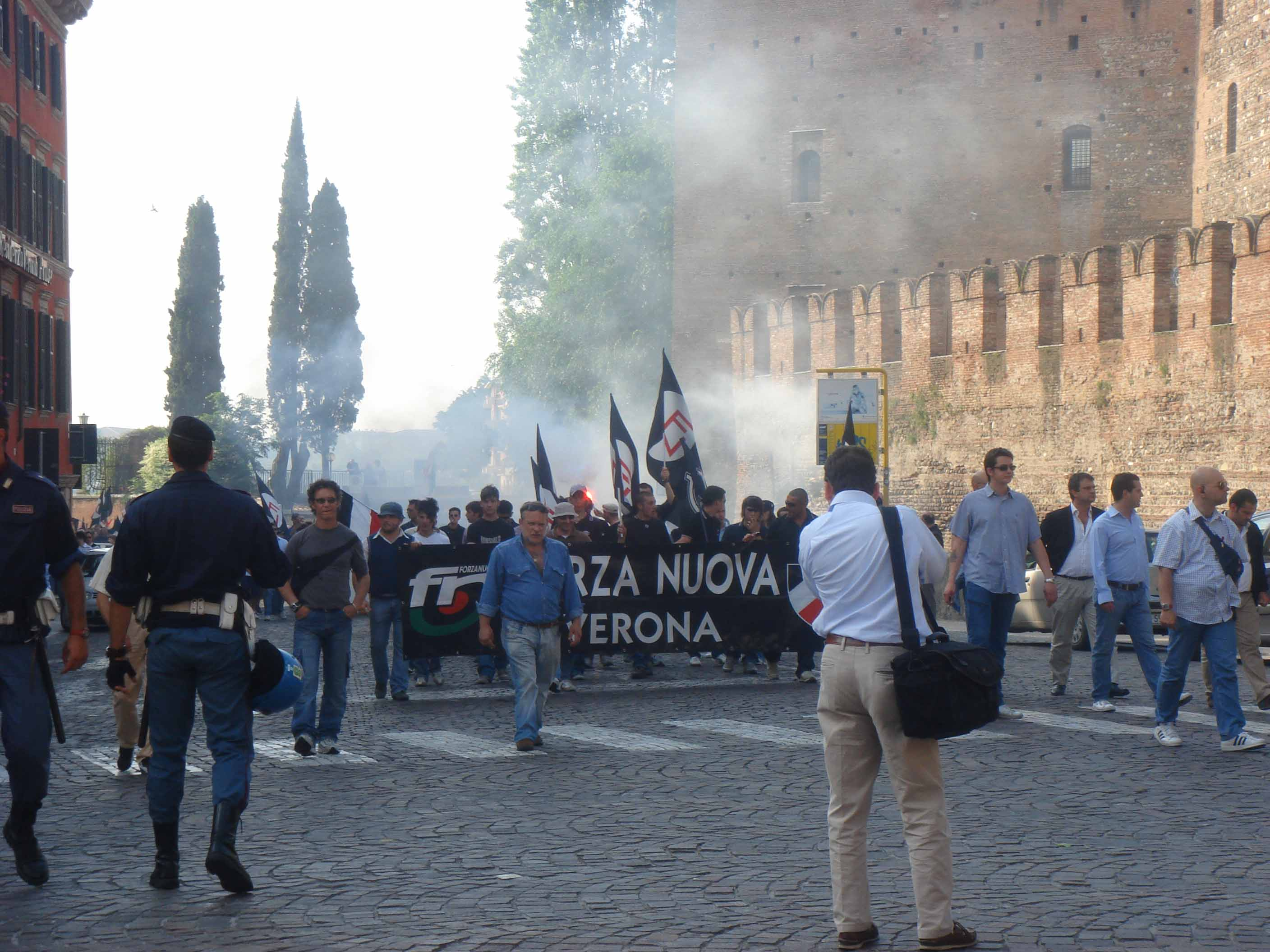
Manifestation de Forza Nuova à Vérone.

Forza Nuova en français : « Force Nouvelle » est un parti politique italien d'extrême droite et ouvertement néo-fasciste, fondé en 1997 par Roberto Fiore et Massimo Morsello.

## Histoire

### Fondation

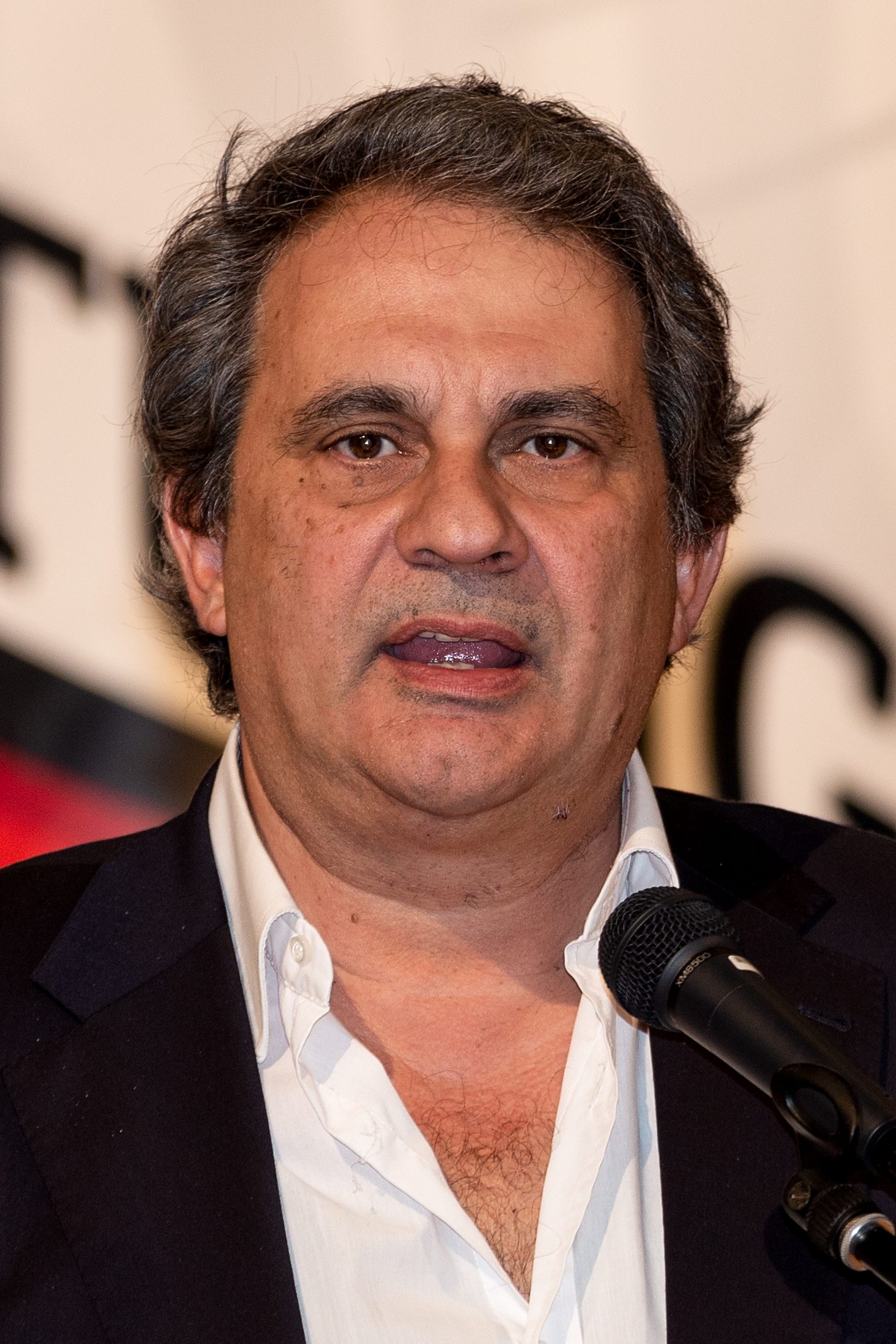
Roberto Fiore, président fondateur de Forza Nuova.

Forza Nuova a été initialement formé au sein du Mouvement social – Flamme tricolore en tant que mouvement de base, pour ensuite entamer le processus qui a conduit à son départ. Ses fondateurs et financiers étaient deux noms connus dès les années principales pour militantisme dans les mouvements de la droite radicale romaine et pour leurs convictions politiques néo-fascistes. La scission du Mouvement social a eu lieu lorsque Pino Rauti a commencé à s'opposer à la distribution parmi ses abonnés de la lettre d'information Feuille de Lutte de Fiore et Morsello.
Roberto Fiore était l'un des fondateurs de Terza Posizione; il a été condamné par la magistrature italienne pour appartenance à une association de malfaiteurs et de bande armée en 1985,,. Selon un article du magazine antifasciste anglais Searchlight, Fiore semble avoir été protégé pendant les années d'inaction du MI6 en tant qu'agent des Services secrets britanniques.
Le cofondateur du mouvement était le chanteur-compositeur-interprète Massimo Morsello, qui, à nouveau en 1985, a été considéré comme membre du NAR et a également été condamné pour les mêmes crimes.
Leur inaction a toutefois débuté en 1980 après une série de mandats d'arrêt visant à faire la lumière sur les faits du massacre de Bologne; il convient toutefois de souligner que ces deux personnes étaient considérées comme étrangères au massacre, bien qu'elles appartenaient, selon le pouvoir judiciaire, aux Noyaux armés révolutionnaires. Ils sont tous deux restés en Angleterre pendant le premier gouvernement dirigé par Margaret Thatcher avec le statut de réfugiés politique pendant 20 ans,. Arrêtés et détenus pendant quelques semaines par les autorités britanniques, ils ont ensuite été relâchés. En 1985, le ministre anglais de l’Intérieur, Leon Brittan, répond négativement à la demande du député travailliste Duns d’expulser Fiore et les quatre autres personnes recherchées à l’époque, estimant que la condamnation prononcée à l’issue de la peine semblerait faire l’objet d’un crime. auquel le traité d'extradition pourrait difficilement être appliqué ». Selon la loi britannique, en effet, on ne peut pas procéder à l'extradition d'un réfugié politique dans le cas où des soupçons de légitimité planeraient sur le procès. 
En 1986, grâce à l'amitié avec Nick Griffin, Fiore et Morsello ont réussi à fonder l'agence Meeting Point, liée à l'Italien Easy London,,, présent avec 15 succursales en Italie) qui compte environ 1 300 appartements en Angleterre, comprenant une chaîne de restaurants, des magasins proposant des produits strictement made in Italy, une maison de disques, une agence d’organisation de concerts et certaines écoles de langues.

### Débuts (1997-1998)
Forza Nuova est créée le 29 septembre 1997 lors d'une réunion à Cave, dans la province de Rome, organisée par Francesco Pallottino, chef du groupe de musique alternative de droite Intolleranza. Ce n'est pas une date aléatoire, car c'est celle dédiée à Saint Michel Archange, symbole de la Garde de fer roumaine, à laquelle Forza Nuova se réfère historiquement. Elle se caractérise bientôt par son fort attrait pour le fascisme historique, le péronisme et le catholicisme traditionaliste en combinant la dissidence juvénile de la Fiamma Tricolore, une frange de skinheads et des noyaux autonomes.
Les fondateurs Fiore et Morsello sont toujours en fuite à Londres et ne pourront rentrer qu'en 1999, alors que la justice ne pouvait les poursuivre. En fait, les 66 mois de prison de Fiore étaient maintenant prescrits et les 98 mois de Morsello étaient inapplicables car ce dernier était mourant à cause d'un cancer (il est décédé en mars 2001).
Le 11 novembre 1997, le site Web forzanuova.org a été créé.
Le lancement national du groupe a lieu lors d'une conférence à Latina en avril 1998. Piero Vassallo, président du mouvement (déjà parmi les fils du soleil, puis aux côtés de Gianni Baget Bozzo dans la bataille anticonciliaire), Agostino Sanfratello (cofondateur de l'Alliance catholique puis fondateur du Circolo Lepanto, et animateur du Comité de défense des prisonniers politiques), Sergio Gozzoli et Alessandro Ambrosini.
Forza Nuova est placé sur la scène politique avec l'objectif, au niveau local, d'élargir ses contacts sur des campagnes concrètes contre l'immigration, l'avortement, et de maintenir ensemble l'aile de la droite conservatrice-traditionaliste avec la droite sociale.

### Premières campagne électorales et retour des fondateurs (1999-2000)
Le 25 mars 1999, Massimo Morsello rentre en Italie, et Roberto Fiore rentre le 21 avril. Pour accueillir Morsello à l'aéroport, des députés de l'Alliance nationale et de Forza Italia, tels que Francesco Storace, Enzo Fragalà, Alberto Simeone, Carlo Taormina, Ernesto Caccavale et Teodoro Buontempo, ont assisté plusieurs fois aux initiatives de FN depuis la première heure.
Pour les élections européennes de 1999, Forza Nuova présente ses candidats sur la Liste Cito.
En juin 1999, une note de la SISDE faisait état d’une collaboration entre FN et les catholiques de la Milice Christi dans le cadre d’initiatives contre l’avortement et le mode de vie américain (manifestations de boycott à Rome contre des multinationales telles que McDonald's, Blockbuster, Planet Hollywood etc.).
Aux élections locales du printemps 2000, Forza Nuova se limite à collecter 1% à Basilicata avec une liste civique, 2,5% dans la municipalité de Lodi, où la totalité du tronçon de la Fiamma Tricolore et 2% à Faenza font partie du bloc.
La Gay Pride qui se tient à Rome le 1er juillet 2000 contribue à la grande visibilité du jeune mouvement. Pour Forza Nuova, c'est l'occasion d'exprimer ses positions contre cet événement avec une procession parallèle pour la défense de la famille traditionnelle.
Des militants de Forza Nuova attaquent et dévastent le siège national de la Confédération générale italienne du travail à Rome en octobre 2021.

## Ligne politique
Forza Nuova prétend œuvrer à la « reconstruction nationale » par la réalisation de onze objectifs :
1. L'abrogation de la loi sur l'avortement ;
2. Une politique sociale qui favorise la natalité et la protection de la famille traditionnelle ;
3. L'opposition à l'immigration et le rapatriement humain des immigrés présents en Italie ;
4. La lutte contre la mafia, l'interdiction de la franc-maçonnerie et de toutes les sociétés secrètes, avec la sortie de l'OTAN et le retrait de la sphère d'influence américaine ;
5. La lutte contre l'usure et la radiation de la dette publique, ainsi que l'abolition du capitalisme ;
6. La restauration de l'accord de 1929 entre l’État et l’Église et la défense de l'identité nationale ;
7. L'abrogation des lois Mancino et Scelba, qui d'après Forza Nuova restreignent la liberté ;
8. La formation de guildes pour la protection des travailleurs ;
9. La suppression des régions ;
10. La promulgation de lois pour éliminer le revenu de seigneuriage bancaire et pour permettre à l'État d'émettre de la monnaie, monnaies complémentaires pour le commerce local, et la nationalisation des secteurs suivants : santé, banque centrale, banques commerciales et industries stratégiques ;
11. La reprise de la « spiritualité chrétienne » et de la « foi dans l'Église catholique ».

Le mouvement se caractérise également par un euroscepticisme radical ; Roberto Fiore a déclaré qu'il voulait s'opposer « par tous les moyens juridiques possibles » à l'entrée en vigueur du traité de Lisbonne.
Le 4 février 2018, le mouvement apporte son soutien à Luca Traini, incarcéré pour avoir blessé six immigrés africains à la suite de l'arrestation du migrant nigérian Innocent Oseghale, en relation avec le meurtre d’une Italienne de 18 ans, Pamela Mastropietro.
Le parti a participé en 2019 à des manifestations anti-Roms, protestant contre le projet, finalement abandonné, de la municipalité de Rome de reloger des familles en dehors des bidonvilles.

### Politique étrangère
Le parti est antisioniste et également pro-palestinien. Il organise en mars 2019 une manifestation en faveur de la Palestine, ce qui lui vaut les remerciements de membres de l'Organisation de libération de la Palestine et de certains Palestiniens établis en Italie.
Contrairement à d'autres organisations de la droite radicale italienne comme Casapound, Forza Nuova soutient les séparatistes pro-russe en Ukraine et certains membres du parti sont engagés sur le front. Le parti est également en faveur des Serbes sur la question du Kosovo.
En 2018, Forza Nuova s'est associée à l'organisation d'extrême droite polonaise Camp national-radical pour « patrouiller » le long des plages de la Riviera romagne italienne. Elle essaie par ailleurs de recruter des membres aux États-Unis, avec des sections locales ouvertes dans le New Jersey et à Phoenix en Arizona.

## Résultats électoraux
Lors des élections générales de 2013, FN obtient 89 811 voix (0,26 %) à la Chambre et 81 521 voix (0,26 %) au Sénat.
Dans le cadre des élections régionales de 2015, le parti présente un candidat en Ombrie, Fulvio Carlo Maiorca. Ce dernier obtient 1 304 voix (0,34 %) et termine en dernière position.
Lors des élections générales de 2018, Forza Nuova s'associe avec le Mouvement social – Flamme tricolore dans le cadre d'une coalition appelée L'Italie aux Italiens (en) comprenant aussi le Movimento Italia Sociale de Vicence et les Fasci italiani del Lavoro. L'alliance, qui n'a pas été reconduite depuis, obtient 126 199 voix (0,38 %) à la Chambre et 149 694 (0,49 %) pour le Sénat.